# Canottaggio agli XI Giochi del Mediterraneo
Il programma di canottaggio agli XI Giochi del Mediterraneo si sono svolti ad Atene in Grecia nel 1991. Ha previsto 6 gare, tutte maschili. Il canottaggio è tornato nel programma dei Giochi del Mediterraneo dopo 12 anni di anni di assenza. La precedente edizione era stata Spalato 1979.

## Podi

### Uomini
| Evento            | Oro                                                                       | Perform. | Argento                                                                       | Perform. | Bronzo                                                                | Perform. |
| Singolo           | Italia Roberto Fusaro                                                     | 7.08.60  | Grecia Konstandinos Kariotis                                                  | 7.12.30  | Francia Yves Lemarque                                                 | 7.12.60  |
| Due di coppia     | Francia Pascal Dubosquelle Vincent Lepvraud                               | 6.30.00  | Spagna Melquidaes Verduras Antonio Rodriguez                                  | 6.31.40  | Italia Rossano Galtarossa Giovanni Calabrese                          | 6.35.90  |
| Due senza         | Francia Jean Christophe Rolland Michael Andrieux                          | 6.46.90  | Italia Andrea Gavazzi Franco Zucchi                                           | 6.52.40  | Grecia Moschos Kontizas Dimitrios Drouzas                             | 6.54.20  |
| Due con           | Italia Carmine Abbagnale Giuseppe Abbagnale Giuseppe Di Capua             | 7.04.00  | Spagna José-Ignacio Bugarin Ibon Urbieta Gabriel Marco                        | 7.11.20  | Grecia Spiridon Gatos Angelos Amanatidis , Lambrinos Rizos            | 7.16.80  |
| Quattro senza     | Italia Ciro Liguori Riccardo Moretti Roberto Blanda Antonio Maurogiovanni | 6.17.52  | Spagna Fernando Climent Juan-Luis Aguirre José-Maria De Marko Fernando Molina | 6.20.20  | Francia Daniel Fauche Philippe Lot Bruno Dumay Laurent Lacasa         | 6.23.40  |
| Quattro di coppia | Italia Gianluca Farina Massimo Paradiso Alessandro Corona Filippo Soffici | 6.02.10  | Francia Fabrice Leclerc Jean-Jacques Martigne Samuel Barathay Olivier Pons    | 6.07.70  | Spagna Bruno Lopez Antonio Marin Melquidaes Vendura Antonio Rodriguez | 6.08.00  |

## Medagliere
| Posizione | Paese   |   |   |   | Totale |
| --------- | ------- | - | - | - | ------ |
| 1         | Italia  | 4 | 1 | 0 | 5      |
| 2         | Francia | 2 | 1 | 3 | 6      |
| 3         | Spagna  | 0 | 3 | 1 | 4      |
| 4         | Grecia  | 0 | 1 | 2 | 3      |
| Totale    | Totale  | 6 | 6 | 6 | 18     |